# Tramway Meudon - Boulogne - Saint-Cloud
La ligne de tramway Meudon - Boulogne - Saint-Cloud est un projet abandonné de ligne de tramway d'une longueur de 4,4 kilomètres allant du Parc de Saint-Cloud (correspondance possible avec la ligne T2) jusqu'à Meudon (autre correspondance avec la ligne T2). Ce projet avait pour objectif de desservir la zone des anciennes usines Renault en cours de requalification.
L'hypothèse d’un bus à haut niveau de service est la plus plausible selon l'état des réflexions du Conseil général des Hauts-de-Seine en septembre 2008.

## Dates du projet
- 2001 : Lancement du projet ;
- 2003 : concertation préalable ;
- 17 juin 2005 : adoption du schéma de principe par le STIF[4] ;
- 2007 : enquête publique : reportée ;
- 2009 : Abandon du projet pour raison budgétaire[5],[6].

## Caractéristiques de la ligne
La ligne aurait eu les caractéristiques suivantes :
- un tracé 4,4 kilomètres ;
- 11 stations ;
- un tramway toutes les 5 minutes en heure de pointe et de 7 à 8 minutes en heure creuse ;
- deux correspondances avec la ligne de tramway T2, et une avec les lignes 9 et 10 du métro et les bus du secteur ;
- un espacement moyen entre les stations de 400 mètres.

La vitesse commerciale annoncée était de 18 km/h.

## Liste des stations
|  |   |  | Station             | Communes desservies  | Correspondances |
|  | - |  | ------------------- | -------------------- | --------------- |
|  | o |  | Parc de Saint-Cloud | Saint-Cloud          | (T) · (2)       |
|  | o |  | Rhin-Danube         | Boulogne-Billancourt | (à proximité)   |
|  | o |  | Ancienne Mairie     | Boulogne-Billancourt |                 |
|  | o |  | Hôtel de ville      | Boulogne-Billancourt |                 |
|  | o |  | Marcel Sembat       | Boulogne-Billancourt | (à proximité)   |
|  | o |  | Point du Jour       | Boulogne-Billancourt |                 |
|  | o |  | Jules Guesde        | Boulogne-Billancourt |                 |
|  | o |  | Parc                | Boulogne-Billancourt |                 |
|  | o |  | Île Seguin          | Boulogne-Billancourt |                 |
|  | o |  | Meudon-Campus       | Meudon               |                 |
|  | o |  | Meudon-sur-Seine    | Meudon               | (T) · (2)       |